# Paruro
Paruro – miasto w Peru, w regionie Cuzco, stolica prowincji Paruro. W 2008 liczyło 1 775 mieszkańców.